# Canada Goose
Canada Goose, также известная всему миру как Outfitters Goose, является мировым лидером по производству теплой одежды. Основная спецификация — это производство пуховиков повышенной теплоустойчивости. Одежду этого производителя используют многие известные учёные для экспедиций в северные районы нашей планеты. Компания была основана в 1957 году Сэмом Тиком и первоначально называлась «Спортивная одежда Метро» (METRO SPORTWEAR).

## История
Компания называется «Спортивная одежда Метро» (METRO SPORTWEAR) и производит теплую пуховую одежду. Смена имени бренда произошла в 2000 году, именно тогда её и переименовали в Canada Goose. Все продукты, производящиеся по сей день продаются под брендом Canada Goose. Компания находится в Канаде, а головной офис расположен в Торонто. Имеются региональные представительства в Стокгольме, Швеции. Именно в 2010 году компания решилась на открытие офиса за пределами Канады, такой страной была выбрана Швеция. Офис компании, находящийся в Швеции все свои силы сосредотачивает на продвижении бренда в странах Европы. Также в 2011 году, компанией была приобретена фирма Engineered, которая на протяжении нескольких лет помогала реализовывать продукцию по всей Европе. Сейчас компания Canada Goose — это прогрессирующая организация, которая делает прекрасную продукцию для своих клиентов. Сегодня исполнительным директором является Дани Рейс, который также является внуком основателя компании. В мае 2024 года новым креативным директором Canada Goose стал Хайдер Акерманн.

## Продукция
Компания Canada Goose предлагает для своих покупателей широкий спектр продукции, различные куртки, жилеты и головные уборы, перчатки и прочее. Все эти изделия предназначены для того, чтобы защитить своего обладателя от плохих погодных условий. Изделия заполняются перьями гусей и уток, а вверху может быть использован мех койота или песца. Сейчас именно куртки такого типа являются достаточно популярными. Первоначально одежда была популярна в Скандинавских странах, популярность продолжалась до 1998 года, а лишь только потом она стала популярна и в стране, производящей те самые замечательные куртки, — в Канаде. Популярность начала распространяться с 2008 года. Многие знаменитости были замечены в продукции компании и именно по этой причине куртки и пуховики начали раскупаться огромными партиями. Также в куртках компании начались сниматься мировые знаменитости в фильмах, опять же рекламируя продукт. Куртки этой компании засветились в таком фильме как «Послезавтра», все полярные учёные в том фильме были в куртках именно от Canada Goose. Помимо киноиндустрии продукция компании постоянно появляется в компьютерных играх, которые повествуют о глобальном оледенении.

## Деятельность компании
Компания Canada Goose активно участвует в различных семинарах по сохранению канадской казарки и других видов северных животных. Постоянно проводит благотворительные акции, сопутствующие сбору средств для создания заповедников и зоопарков по всему миру. Получается так, что компанией управляет всего лишь один человек, который является не только главным директором, но и председателем совета директоров.
Компания использует три ресурсных центра, которые и обеспечивают весь процесс от проектирования до производства. Два центра находится в Нунавуте и один в Онтарио. Организация процесса производства подразумевает все в автоматическом режиме, человек только контролирует процесс. Благодаря работе компьютеризированных роботов все швы получается идеальными, а каждый пуховик получает необходимое количество пуховой «начинки».

## «Пиратская» продукция
Компания очень серьезно относится к оригинальности своих изделий и активно борется с подделками. Была создана веб-страничка, которая подчеркивает все отличия от оригинальных изделий. В 2011 году Canada Goose сделала нечто удивительное, теперь каждое изделие, производящееся в компании оснащается специальным штрих-кодом, который легко заметить, но совершенно невозможно подделать. На такие жертвы компания пошла из-за того, что в интернете появилось достаточно много поддельных вещей, которые продаются под именем Canada Goose. В конце 2012 года компания начала судебное разбирательство из-за товарного знака, которым пользуется одна дочерняя компания.